# Heroes of Might and Magic III
Heroes of Might and Magic III – strategiczna gra turowa wyprodukowana przez New World Computing i wydana w 1999 roku przez The 3DO Company. Jest trzecią częścią serii Heroes of Might and Magic.
29 stycznia 2015 roku miała miejsce premiera edycji HD tej samej gry. Nowa edycja jest dostępna na platformie Steam oraz tabletach z systemami Android i iOS. W 2018 grę usunięto ze sklepu App Store.

## Fabuła
Fabuła gry przebiega poprzez siedem grywalnych kampanii, których akcja umiejscowiona jest na kontynencie Antagarich. W trakcie kampanii historia jest przedstawiana z różnych punktów widzenia, co daje graczowi możliwość gry każdym rodzajem miasta.
Po zaginięciu Rolanda Ironfista, króla Enroth, przed wydarzeniami z Might and Magic VI: The Mandate of Heaven, jego żona, królowa Katarzyna, obejmuje władzę w królestwie. W międzyczasie zostaje zamordowany jej ojciec, władca Erathii – król Gryphonheart. Bez swego wspaniałego króla królestwo Erathii pada pod najazdem mrocznych sił Nighonu i Eeofolu. Królowa Katarzyna powraca w rodzinne strony do Antagarichu z zamiarem zebrania ludzi ze swej ojczyzny i poprowadzenia ich przeciwko złu, które zdewastowało ich kraj.
Stolica Erathii, Steadwick, zostaje podbita przez władców podziemi z Nighonu oraz Kreegan z Eeofolu. Tymczasem na zachodniej granicy ścierają się dwa kraje, Tatalia i Krewlod, wykorzystując szansę na poszerzenie terytorium. Pierwszym zadaniem Katarzyny jest ustanowienie przyczółku w podbitym królestwie poprzez uzyskanie pomocy od sojuszników. Czarodzieje z Brakady i elfy z AvLee odpowiadają na wezwanie i razem nacierają w kierunku Steadwick. Ostatecznie sojusznicy odbijają stolicę, szybko tłumiąc wojnę graniczną na zachodzie. Wkrótce potem Lucyfer Kreegan, dowódca armii Eeofolu, wysłyła do Erathii posłańca, który twierdzi, że Roland Ironfist jest przetrzymywany jako jeniec na ich terytorium. AvLee najeżdża na Eeofol, nie udaje się jednak uratować Rolanda, który zostaje przeniesiony na północ. Następnie Katarzyna najeżdża Nighon, spychając armie podziemne z powrotem na ich wyspę.
W międzyczasie nekromanci z Deyji, którzy byli odpowiedzialni za zabójstwo króla Gryphonhearta, planują ożywić jego ciało w postaci licza. Mają zamiar wykorzystać jego mądrość do pokierowania ich własnymi armiami nieumarłych. Jednakże wola Gryphonhearta, nawet w jego zepsutym stanie, okazuje się dla nekromantów zbyt silna, zostaje on liszem nikczemnikiem. Nie mając innej możliwości, królowa Katarzyna zmuszona jest zawrzeć sojusz z nekromantami. Wspólnie wyruszają oni, aby zniszczyć króla-lisza Gryphonhearta, zanim stanie się zbyt potężny.
Ostatnia, dodatkowa kampania, dostępna tylko po ukończeniu kampanii głównych, opowiada o separatystach ze Spornych Ziem, rozdartej wojną granicy pomiędzy Erathią a AvLee. Znużeni potyczkami doprowadzającymi do zamieszek w ich ojczyźnie, buntownicy jednoczą się w walce o niepodległość od dwóch dużych królestw. Jak się później okazuje, powstanie to zaaranżował Archibald Ironfist, antagonista z Heroes of Might and Magic II: The Succession Wars.

## Rozgrywka
Rozgrywka polega na strategicznej eksploracji mapy świata oraz taktycznej walce w systemie turowym. Tak jak w pozostałych grach serii, gracz kontroluje pewną liczbę bohaterów, którzy funkcjonują jako generałowie dowodzący wojskami składającymi się z różnych rodzajów stworzeń, zaczerpniętych z mitów i legend. Gracz może ukończyć (wygrać) mapę, wypełniając cele ustalone przez jej autora, np.: zdobycie wszystkich miast na mapie, zebranie określonej ilości zasobów czy odkrycie układanki w celu znalezienia Graala. Jeśli gracz straci wszystkich bohaterów i miasta lub nie posiadając jakiegokolwiek miasta nie zdobędzie miasta w ciągu siedmiu dni - przegrywa grę.
Mapy mają dwie warstwy – powierzchnię i podziemia (chociaż istnieją mapy bez podziemi). Zazwyczaj istnieją przejścia łączące powierzchnię z podziemiami. Mapy są wypełnione różnorakimi budynkami, skarbami, potworami, kopalniami itd., przynoszącymi korzyści z rozległej eksploracji. Przede wszystkim gracz musi zlokalizować kopalnie i oflagować je (po czym dostarczają one zasoby), gdyż zasoby te są niezbędne do rozbudowy miast i zakupu jednostek. Gracz musi również rozwijać umiejętności swoich bohaterów, zarówno poprzez walkę ze stworzeniami (i wrogimi bohaterami), jak i poprzez zdobywanie artefaktów czy odwiedzanie specjalnych miejsc. Przykładowo, Chatka Wiedźmy może dać bohaterowi losową umiejętność, a Kamień Nauki dostarcza 1000 punktów doświadczenia.
Przy awansie na wyższy poziom bohater uzyskuje możliwość ulepszenia wybranej umiejętności, jak również staje się on skuteczniejszy w walce lub magii. Umiejętności należy wybierać ostrożnie, gdyż są one trwałe, a liczba umiejętności, które może poznać bohater, jest ograniczona. Przykładowe biegłości to: premia do obrażeń zadawanych przez jednostki strzeleckie pod dowództwem bohatera, możliwość przejścia większej odległości na mapie każdego dnia, specjalizacja w danej szkole magii zwiększająca skuteczność związanych z nią zaklęć.
Miasta gracza pełnią wiele funkcji, ale przede wszystkim umożliwiają rekrutację stworzeń w celu sformowania armii. Miasta zapewniają również fundusze, nowe zaklęcia oraz stanowią ostatni bastion przed najeżdżającym bohaterem wroga. Stawianie nowych budynków w mieście wymaga złota a prawie zawsze także zasobów. Drewno i ruda potrzebne są do większości konstrukcji, jednak droższe budynki wymagają również rzadkich zasobów (rtęci, kryształów, klejnotów lub siarki). Wszystkie frakcje potrzebują nieproporcjonalnej ilości jednego z tych surowców, co sprawia, że zdobycie odpowiedniej kopalni jest bardzo istotne. Ten sam surowiec jest też potrzebny do rekrutacji najpotężniejszych dostępnych stworzeń. Każda frakcja posiada również niewielką liczbę niepowtarzalnych budynków, dostępnych tylko dla niej.
Jeśli gracz odnajdzie artefakt Graal, może dostarczyć go i umieścić na stałe w wybranym mieście, tworząc specjalny budynek. Graal w znacznym stopniu zwiększa przyrost stworzeń oraz dzienny dochód, a także zapewnia premię wyjątkową dla miasta, jak np. Podniebny Galeon w Fortecy, który odkrywa całą mapę oraz daje premię do wiedzy bohaterowi broniącego miasta podczas oblężenia.

### Rodzaje miast
W Heroes of Might and Magic III istnieje osiem różnych rodzajów miast: trzy „dobre” miasta (Zamek, Bastion i Forteca), trzy „złe” (Inferno, Nekropolis i Loch) oraz dwa „neutralne” (Twierdza i Cytadela). Kolejne miasto neutralne, Wrota Żywiołów, wprowadzono w dodatku Armageddon’s Blade. Każde miasto posiada siedem jednostek podstawowych, z których każda może zostać ulepszona do potężniejszej postaci. Z każdym miastem związane są dwa typy bohatera: jeden specjalizujący się w mocy (walce), a drugi – w magii. Niektóre miasta wykazują naturalną skłonność do mocy lub magii, a ukierunkowania klas bohaterów są tylko rzeczą względną.
Istnieje również wiele stworzeń neutralnych, niezwiązanych z żadnym typem miasta, które można nająć w specjalnych budynkach na mapie.

## Dodatki do gry
Do Heroes III zostały wydane dwa oficjalne dodatki – Armageddon’s Blade oraz The Shadow of Death.
W Armageddon’s Blade wprowadzono m.in. dziewiątą frakcję – Wrota Żywiołów, sześć nowych kampanii, nowych bohaterów i jednostki, nowe mapy oraz edytor kampanii. Fabuła dodatku stanowi kontynuację wydarzeń z The Restoration of Erathia i Might and Magic VII: For Blood and Honor.
W The Shadow of Death, zawierającym podstawową wersję gry, dodano m.in. siedem nowych kampanii, nowe mapy oraz składane artefakty – przedmioty powstałe w wyniku zebrania określonego zestawu pomniejszych artefaktów. Fabuła dodatku umiejscowiona jest przed wydarzeniami z The Restoration of Erathia i Might and Magic VI: The Mandate of Heaven.

### Fanowskie rozszerzenia

#### In the Wake of Gods
Heroes of Might and Magic 3½: In the Wake of Gods jest nieoficjalnym dodatkiem do The Shadow of Death, a jego pomysłodawcą jest jeden z fanów, Slava Salnikov. W założeniach ma on rozbudować i urozmaicić grę oraz zapewnić możliwość własnych modyfikacji. WoG umożliwił dodawanie do gry nowych jednostek, włączanie/wyłączanie niektórych opcji czy blokowanie pojawiania się pewnych elementów na mapie. Nowością jest pojawienie się dowódców (odpowiadają oni bohaterom z części czwartej – zdobywają doświadczenie i umiejętności specjalne, ale mogą też i walczyć). Poza tym jednostki siódmego poziomu mogą być podniesione do rangi ósmego poziomu. Dodano wiele potworów neutralnych, np. trzygłowego smoka Gorynycza, spokrewnionego z Gremlinami Gremlinołaja czy też Arktycznych Strzelców. Pojawiły się także jednostki ze zdolnościami specjalnymi – Emisariusze, którzy w założeniu nie mają walczyć, a dawać bohaterowi cotygodniowo kilka punktów do danej umiejętności.
Projekt nie jest już rozwijany, wciąż jednak stanowi platformę, na którą tworzone są inne, pomniejsze modyfikacje.

#### Horn of the Abyss
Horn of the Abyss to fanowski dodatek do Heroes of Might and Magic III: The Shadow of Death, który został stworzony przez Rosjan, a jego premiera miała miejsce 31 grudnia 2011 roku. 31 grudnia 2013 roku ukazała się wersja 1.3, która dodała m.in. angielską wersję językową.
Dodatek zawiera m.in.:
- Cove – nowe miasto o tematyce pirackiej wraz z bohaterami, jednostkami, machiną wojenną, motywem muzycznym itd.
- dwie nowe kampanie związane z Cove
- nowe obiekty na mapie przygody, w tym morskie warianty niektórych lokacji z oryginalnej wersji gry
- nowe pojedyncze mapy
- nowe grafiki niektórych jednostek

W Horn of the Abyss poprawiono również wiele błędów z oryginalnej wersji gry.